# Ormelune
L'Ormelune (3.278 m s.l.m.  - detto anche Archeboc) è una montagna delle Alpi della Grande Sassière e del Rutor nelle Alpi Graie. Si trova lungo la linea di confine tra l'Italia e la Francia. Dal versante italiano la montagna sovrasta la Valgrisenche; da quello francese la Val d'Isère.
La montagna è composta da tre vette disposte lungo il confine: quella orientale (3.252 m) quella centrale (3.231 m) e quella occidentale (3.278 m).